# Thomas C. Kinkaid
Thomas Cassin Kinkaid, född 3 april 1888, död 17 november 1972, var en amerikansk sjömilitär.
Thomas Kinkaid inträdde i flottan 1904. Han var marinattaché i Rom 1939–1941 och hemkallades vid USA:s inträde i andra världskriget till kryssarbefäl i Stilla havet, där han 1942 blev konteramiral och chef för samtliga kryssarförband. Kinkaid deltog i de flesta större sjöstrider 1942 och ledde återtagandet av Aleuterna sommaren 1943. Som viceamiral och chef för 7:e flottan ställdes han hösten 1943 under general Douglas MacArthur och deltog i striderna om Filippinerna vid slaget vid Leytebukten. Han fyllde där sin uppgift genom att förinta två japanska flottor under amiralerna Shōji Nishimura och Kiyohide Shima i Surigaosundet 24–25 oktober 1944. Följande dag mötte han med sin underlägsna styrka den japanska huvudstyrkan under Takeo Kurita och bjöd här så tappert och energiskt motstånd att Kurita avbröt striden, en hotande katastrof avvärjdes och segern tryggades. Kinkaid blev amiral 1945. Kinkaid kom efter kriget att offentligt anklaga amiral William Halsey, Jr. för att ha framkallat det hotande läget i slaget vid Leytebukten.